# Fowler Ice Rise
Der Fowler Ice Rise ist eine große, halbinselförmige Eiskuppel an der Zumberge-Küste im westantarktischen Ellsworthland. Er ragt zwischen dem Evans-Eisstrom im Norden und dem Carlson Inlet im Süden auf, und liegt im südwestlichen Abschnitt des Ronne-Schelfeiseses. Die Formation ist die nördliche von drei halbinselförmigen Eiskuppeln an der Zumberge-Küste. Weiter südlich liegen der Fletcher Ice Rise, der kleinere Dott Ice Rise und der Skytrain Ice Rise.
Der Fowler Ice Rise ist rund 150 km lang, an der Basis 120 km breit, und hat eine Fläche von mehr als 12000 km². Er ist abgesehen von den Haag-Nunatakkern im nordwestlichen Teil komplett von Eis bedeckt. Auf seiner Westseite befindet sich der King Dome, im Osten der Corr Dome.
Der United States Geological Survey kartierte ihn anhand von Landsataufnahmen aus den Jahren von 1973 bis 1974. Das Advisory Committee on Antarctic Names benannte ihn nach Captain Alfred N. Fowler von der United States Navy, Kommandant der Unterstützungseinheiten der US Navy in Antarktika von 1972 bis 1974.